# Грегори, Синтия
Си́нтия Гре́гори (англ. Cynthia Gregory; род. 1946, Лос-Анджелес) — американская артистка балета, председатель совета директоров Ассоциации «Перемена профессии» (с 1991 года).

## Биография
Синтия Грегори родилась 8 июля 1946 года в Лос-Анджелесе. В пять лет она начала заниматься балетом. В возрасте 7 лет впервые появилась на обложке журнала Dance. Обучалась танцу у Кармелиты Мараччи, Михаила Панаева, Р. Росселлата. В 14 лет получила стипендию Фонда Форда для учебы в школе при Балете Сан-Франциско. Год спустя, с 1961 года стала выступать с этой труппой. Принимала участие в балетах Лью Кристенсена. В 1967 году дебютировала в партии Одетты — Одиллии в балете «Лебединое озеро». Танцевала в таких балетах, как «Мрачные элегии», «Отлив прибоя» и «Сиреневый сад» Энтони Тюдора; «Садовый праздник», «Шубертиада» и «Вечный идол» Майкла Смуина, «Павана мавра» Хосе Лимона, «Река» Элвина Эйли и др.
Была ведущей солисткой Американского балетного театра (Нью-Йорк). В конце 1975 года покинула труппу и вышла на пенсию, однако год спустя вернулась на сцену. В 1979 году станцевала в «Легенде Ривер-Фолс» Агнес де Милль. Завершила свою исполнительскую карьеру в 1991 году.
Рудольф Нуриев называл Синтию Грегори «прима-балериной assoluta Америки».
Является автором книги «Балет — лучшее упражнение для тела» (1986) и книги для детей «Синтия Грегори танцует „Лебединое озеро“» (1990).
В 2004 году была членом жюри балетной премии «Бенуа танца».

## Признание
- 1993 — доктор гуманитарных наук в университете Хорстера
- 1995 — почётный доктор в университете штата Нью-Йорк

## Внешние ссылки
- Синтия Грегори на IMDb